# Чиссов, Валерий Иванович
Вале́рий Ива́нович Чи́ссов (род. 28 августа 1939, Чкалов) — российский хирург-онколог, директор Московского научно-исследовательского онкологического института имени П. А. Герцена с 1982 по 2013 годы и главный онколог Минздравсоцразвития России, доктор медицинских наук, профессор, академик РАМН, член Президиума РАМН.
Главный редактор «Российского онкологического журнала» (с 1995), член редколлегии журналов «Вопросы онкологии» и «Хирургия» (с 1989), «Врач» (с 2001).

## Биография
В 1957 году поступил в 1-й Московский медицинский институт имени И. М. Сеченова. В 1963 году окончил институт и поступил в клиническую ординатуру при кафедре госпитальной хирургии того же института, а после её окончания — в аспирантуру. В 1967 году В. И. Чиссов защищает кандидатскую диссертацию «Эзофагоманометрия на грыжах пищеводного отверстия диафрагмы и дивертикулах пищевода».
В 1968 году занимает должность младшего, а затем старшего научного сотрудника в отделении хирургии пищевода и желудка Всесоюзного НИИ экспериментальной и клинической хирургии Минздрава СССР. Докторская диссертация «Повреждения и свищи пищевода» защищена в 1976 году.
В 1978 году переходит на работу в Московский научно-исследовательский онкологический институт (МНИОИ). С 1982 года являлся директором института.
С 1988 года является членом-корреспондентом АМН СССР, с 1994 года — академиком РАМН.
12 февраля 2013 года по делу о хищении в МНИОИ им. П. А. Герцена средств, направленных на покупку оборудования для диагностики онкологических заболеваний и лечения онкологических больных, была задержана дочь В. И. Чиссова — Елена Богославская. Она была задержана непосредственно после передачи «отката» в размере 29 млн рублей вместе с заместителем директора МНИОИ Сергеем Безяевым. 15 февраля 2013 года В. И. Чиссов официально оставил должность директора МНИОИ. Позже, выяснилось, что дочь Чиссова В.И. была не виновна и оправдана, а лица, стоявшие за этим делом, понесли уголовное наказание.

## Научные достижения
Разработал методики диагностики, хирургического и комбинированного лечения анатомически сложных локализаций опухолей с привлечением передовых лазерных технологий и технологий лучевой диагностики. Им доказана принципиальная возможность успешного хирургического лечения опухолей, поражающих основание черепа, черепно- челюстно-лицевую область и позвоночник (с сохранением жизненно важных структур и повышением радикальности удаления новообразования) путём предоперационного планирования на реальном прототипе, созданном по технологии лазерной стереолитографии. Впервые обнаружен факт взаимной зависимости онкологического и пластического компонентов, доказана перспективность лечения больных опухолями сложных анатомических локализаций.

## Семья
- Отец — Иван Михайлович Чиссов (1911—1986), военнослужащий[3].
- Мать — Александра Петровна Чиссова (1916—1996)[3]
- Жена — Инна Валентиновна Чиссова (1936 г.р.)[3]
- Дочь — Елена Валериевна Богославская (урожд. Чиссова; 1971 г.р.)[3]

## Награды
- Орден «Знак Почёта» (1986)[4]

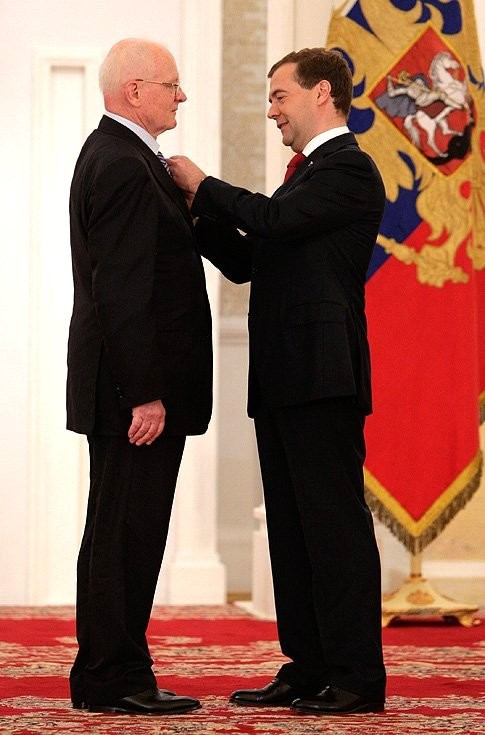
Торжественное вручение Государственной премии за 2009 год Президентом РФ Дмитрием Медведевым

- Государственная премия РСФСР за разработку органосохранного и функционально-щадящего лечения опухолей (1991)
- Заслуженный врач Российской Федерации (1997)[5]
- Заслуженный деятель науки Российской Федерации (1999)[6]
- Премия Правительства Российской Федерации в области науки и техники (1996) за работу «Микрохирургическая аутотрансплантация органов и тканей в лечении и реабилитации онкологических больных» (руководитель работы)[7]
- Медаль «В память 850-летия Москвы» (1997)[4]
- Орден Почёта (1998)[8]
- Медаль «За заслуги перед отечественным здравоохранением» (2002)[4]
- Знак отличия «За заслуги перед Московской областью» (2004)[9]
- Знак отличия «За заслуги перед Москвой» (2009)[10]
- Государственная премия РФ за комплекс научных работ по развитию лазерно-информационных технологий для медицины (2009)[11].
- Орден «За заслуги перед Отечеством» IV степени (2010)[12]
- Орден «За заслуги перед Отечеством» III степени (2019)[13]
- Орден «За заслуги перед Отечеством» II степени (2025)[14]